# Klasy śródlądowych dróg wodnych w Polsce
Klasy śródlądowych dróg wodnych w Polsce – zdefiniowane urzędowo kategorie dróg wodnych w zależności od maksymalnych parametrów jednostek pływających mogących z nich korzystać w bezpieczny sposób, zgodnie z zasadami nawigacji.

## Podstawy prawne
Klasyfikację dróg wodnych w Polsce określa rozporządzenie Rady Ministrów z dnia 7 maja 2002 r. wydane na podstawie art. 42 ust. 4 ustawy z dnia 21 grudnia 2000 r. o żegludze śródlądowej (Dz.U. z 2025 r. poz. 18}. Przepisy rozporządzenia określają szczegółowy sposób klasyfikacji śródlądowych dróg wodnych, podział śródlądowych dróg wodnych na klasy, na śródlądowe drogi wodne o znaczeniu regionalnym i międzynarodowym, oraz precyzują warunki eksploatacyjne i projektowe dla poszczególnych klas śródlądowych dróg wodnych.
Drogi wodne klasyfikuje się według wielkości statków lub zestawów pchanych, jakie mogą być dopuszczone do żeglugi na określonej drodze wodnej, przyjmując jako kryterium określenia klasy drogi wodnej największą długość i największą szerokość statku lub zestawu pchanego oraz minimalny prześwit pod mostami, rurociągami i innymi urządzeniami krzyżującymi się z drogą wodną.
Śródlądowe drogi wodne, w zależności od przypisanej im klasy, dzielą się na drogi o znaczeniu regionalnym i międzynarodowym. Zostały one podzielone na siedem klas, przy czym ranga klasy rośnie wraz z numeracją:
- Ia (o znaczeniu regionalnym)
- Ib (o znaczeniu regionalnym)
- II (o znaczeniu regionalnym)
- III (o znaczeniu regionalnym)
- IV (o znaczeniu międzynarodowym)
- Va (o znaczeniu międzynarodowym)
- Vb (o znaczeniu międzynarodowym)

## Klasyfikacja śródlądowych dróg wodnych
| Parametry jednostek pływających                            | jedn. miary | Klasy dróg wodnych | Klasy dróg wodnych | Klasy dróg wodnych | Klasy dróg wodnych | Klasy dróg wodnych | Klasy dróg wodnych | Klasy dróg wodnych |
| Parametry jednostek pływających                            | jedn. miary | Ia                 | Ib                 | II                 | III                | IV                 | Va                 | Vb                 |
| ---------------------------------------------------------- | ----------- | ------------------ | ------------------ | ------------------ | ------------------ | ------------------ | ------------------ | ------------------ |
| Statki z napędem i barki                                   |             |                    |                    |                    |                    |                    |                    |                    |
| Długość maksymalna                                         | m           | 24                 | 41                 | 57                 | 67-70              | 80-85              | 95-110             |                    |
| Szerokość maksymalna                                       | m           | 3,5                | 4,7                | 7,5-9,0            | 8,2-9,0            | 9,5                | 11,4               |                    |
| Zanurzenie maksymalne1                                     | m           | 1,0                | 1,4                | 1,6                | 1,6-2,0            | 2,5                | 2,5-2,8            |                    |
| Ładowność                                                  | t           |                    | 180                | 500                | 700                | 1000-1500          | 1500-3000          |                    |
| Zestawy pchane                                             |             |                    |                    |                    |                    |                    |                    |                    |
| Długość maksymalna                                         | m           |                    |                    |                    | 118-132            | 85                 | 95-1105            | 172-1855           |
| Szerokość maksymalna                                       | m           |                    |                    |                    | 8,2-9,0            | 9,54               | 11,4               | 11,4               |
| Zanurzenie maksymalne1                                     | m           |                    |                    |                    | 1,6-2,0            | 2,5-2,8            | 2,5-3,0            | 2,5-3,0            |
| Ładowność                                                  | t           |                    |                    |                    | 1000-1200          | 1250-1450          | 1600-3000          | 3200-4000          |
| Wszystkie jednostki pływające                              |             |                    |                    |                    |                    |                    |                    |                    |
| Minimalny prześwit pod mostami ponad Wysoką Wodę Żeglowną6 | m           | 3                  | 3                  | 3                  | 4                  | 5,25 lub 7,0³      | 5,25 lub 7,0³      | 5,25 lub 7,0³      |

UWAGI:
1. Wartość zanurzenia ustala się dla konkretnej drogi wodnej, uwzględniając warunki miejscowe
2. Z uwzględnieniem bezpiecznej odległości, wynoszącej nie mniej niż 30 cm pomiędzy najwyższym punktem konstrukcji statku lub ładunku a dolną krawędzią konstrukcji mostu, rurociągu lub innego urządzenia krzyżującego się z drogą wodną
3. Dla przewozu kontenerów ustala się następujące wartości:
– 5,25 m dla statków przewożących kontenery w dwóch warstwach
– 7,00 m dla statków przewożących kontenery w trzech warstwach, przy czym 50% kontenerów może być pustych, w przeciwnym wypadku należy zastosować balastowanie
4. Niektóre istniejące drogi wodne mogą być uznane za należące do klasy IV ze względu na maksymalną długość statków i zestawów pchanych, pomimo że ich maksymalna szerokość wynosi 11,4 m, a maksymalne zanurzenie 3,0 m.
5. Wartość pierwsza odnosi się do stanu obecnego, a druga do stanu perspektywicznego i w niektórych przypadkach uwzględnia stan obecny
6. Wysoka Woda Żeglowna – ustalony stan wody, po którego przekroczeniu uprawianie żeglugi jest zabronione.

## Parametry eksploatacyjne śródlądowych dróg wodnych
| Parametry eksploatacyjne drogi wodnej                                                                             | jedn. miary | Klasy dróg wodnych                  | Klasy dróg wodnych                  | Klasy dróg wodnych                  | Klasy dróg wodnych                  | Klasy dróg wodnych                  | Klasy dróg wodnych                  | Klasy dróg wodnych                  |
| Parametry eksploatacyjne drogi wodnej                                                                             | jedn. miary | Ia                                  | Ib                                  | II                                  | III                                 | IV                                  | Va                                  | Vb                                  |
| --- | ----------- | ----------------------------------- | ----------------------------------- | ----------------------------------- | ----------------------------------- | ----------------------------------- | ----------------------------------- | ----------------------------------- |
| Minimalne wymiary szlaku żeglownego w rzece                                                                       |             |                                     |                                     |                                     |                                     |                                     |                                     |                                     |
| szerokość szlaku żeglownego1                                                                                      | m           | 15                                  | 20                                  | 30                                  | 40                                  | 40                                  | 50                                  | 50                                  |
| głębokość tranzytowa²                                                                                             | m           | 1,2                                 | 1,6                                 | 1,8                                 | 1,8                                 | 2,8                                 | 2,8                                 | 2,8                                 |
| promień łuku osi szlaku żeglownego³                                                                               | m           | 100                                 | 200                                 | 300                                 | 500                                 | 650                                 | 650                                 | 800                                 |
| Minimalne wymiary kanałów                                                                                         |             |                                     |                                     |                                     |                                     |                                     |                                     |                                     |
| szerokość szlaku żeglownego1                                                                                      | m           | 12                                  | 18                                  | 25                                  | 35                                  | 40                                  | 45                                  | 45                                  |
| najmniejsza głębokość wody w kanale²                                                                              | m           | 1,5                                 | 2,0                                 | 2,2                                 | 2,5                                 | 3,5                                 | 3,5                                 | 3,5                                 |
| promień łuku osi szlaku żeglownego³                                                                               | m           | 150                                 | 250                                 | 400                                 | 600                                 | 650                                 | 650                                 | 800                                 |
| Minimalne wymiary śluz żeglugowych                                                                                |             |                                     |                                     |                                     |                                     |                                     |                                     |                                     |
| szerokość komory śluzy                                                                                            | m           | 3,3                                 | 5,0                                 | 9,6                                 | 9,6                                 | 12                                  | 12                                  | 12                                  |
| długość komory śluzy                                                                                              | m           | 25                                  | 42                                  | 654                                 | 72                                  | 1204                                | 120                                 | 187                                 |
| głębokość na progu dolnym²                                                                                        | m           | 1,5                                 | 2,0                                 | 2,2                                 | 2,5                                 | 3,5                                 | 4,0                                 | 4,0                                 |
| Odległość pionowa przewodów energetycznych przy zwisie normalnym ponad poziom Wysokiej Wody Żeglugowej            |             |                                     |                                     |                                     |                                     |                                     |                                     |                                     |
| nieuziemionych o napięciu do 1kV oraz uziemionych (bez względu na napięcie linii) i przewodów telekomunikacyjnych | m           | 8                                   | 8                                   | 8                                   | 10                                  | 12                                  | 15                                  | 15                                  |
| nieuziemionych o napięciu wyższym niż 1kV, w zależności od napięcia znamionowego linii (U)                        | m           | 10+{\displaystyle {\frac {U}{150}}} | 10+{\displaystyle {\frac {U}{150}}} | 12+{\displaystyle {\frac {U}{150}}} | 12+{\displaystyle {\frac {U}{150}}} | 14+{\displaystyle {\frac {U}{150}}} | 17+{\displaystyle {\frac {U}{150}}} | 17+{\displaystyle {\frac {U}{150}}} |

UWAGI:
1. Szerokość szlaku żeglownego na poziomie dna statku o dopuszczalnej ładowności przy pełnym zanurzeniu
2. Głębokość odnosi się do pierwszej wartości zanurzenia statku lub zestawu, określonej dla tej samej klasy w tabeli poniżej
3. Szlak żeglowny na łuku poszerza się w zależności od długości statku lub zestawu pchanego i promienia łuku.
4. Do klasy II zalicza się również śluzy istniejące o długości od 56,6 do 57,4 m, a do kl. IV – o długości 85,0 m.

## Podział śródlądowych dróg wodnych na klasy
| Lp. | Nazwa śródlądowej drogi wodnej | Długość w km                                                                         | Klasa                                                                                |
| --- | --- | ------------------------------------------------------------------------------------ | ------------------------------------------------------------------------------------ |
| 1   | rzeka Biebrza – od ujścia Kanału Augustowskiego do ujścia do rzeki Narwi                                                            | 84,2                                                                                 | Ia                                                                                   |
| 2   | rzeka Brda od połączenia z Kanałem Bydgoskim w miejscowości Bydgoszcz do ujścia do rzeki Wisły                                      | 14,4                                                                                 | II                                                                                   |
| 3   | rzeka Bug od ujścia rzeki Muchawiec do ujścia do rzeki Narwi                                                                        | 224,2                                                                                | Ia                                                                                   |
| 4   | Jezioro Dąbie do granicy z morskimi wodami wewnętrznymi                                                                             | 9,5                                                                                  | Vb                                                                                   |
| 5   | Kanał Augustowski od połączenia z rzeką Biebrzą do granicy Państwa, wraz z jeziorami znajdującymi się na trasie tego kanału         | 83                                                                                   | Ia                                                                                   |
| 6   | Kanał Bydgoski | 24,5                                                                                 | II                                                                                   |
| 7   | Kanał Gliwicki | 41,2                                                                                 | III                                                                                  |
| 8   | Kanał Jagielloński | 5,8                                                                                  | II                                                                                   |
| 9   | Kanał Kędzierzyński | 5,9                                                                                  | II                                                                                   |
| 10  | Kanał Łączański | 17,2                                                                                 | II                                                                                   |
| 11  | Kanał Ślesiński: | Kanał Ślesiński:                                                                     | Kanał Ślesiński:                                                                     |
| 11  | a) od połączenia z rzeką Wartą do jeziora Gopło, wraz z jeziorami na jego trasie,                                                   | 32                                                                                   | II                                                                                   |
| 11  | b) jezioro Gopło | 27,5                                                                                 | III                                                                                  |
| 12  | Kanał Żerański | 17,2                                                                                 | II                                                                                   |
| 13  | rzeka Narew | rzeka Narew                                                                          | rzeka Narew                                                                          |
| 13  | a) od ujścia rzeki Biebrzy do miejscowości Pułtusk,                                                                                 | 186                                                                                  | Ia                                                                                   |
| 13  | b) od miejscowości Pułtusk do stopnia wodnego Dębe, wraz z Jeziorem Zegrzyńskim                                                     | 40,9                                                                                 | II                                                                                   |
| 14  | rzeka Nogat | 62                                                                                   | II                                                                                   |
| 15  | rzeka Noteć: | rzeka Noteć:                                                                         | rzeka Noteć:                                                                         |
| 15  | a) górna – od jeziora Gopło do połączenia z Kanałem Górnonoteckim i Kanał Górnonotecki do połączenia z Kanałem Bydgoskim,           | 87,1                                                                                 | Ia                                                                                   |
| 15  | b) dolna – od połączenia z Kanałem Bydgoskim do ujścia rzeki Drawy,                                                                 | 183,3                                                                                | Ib                                                                                   |
| 15  | c) dolna – od ujścia rzeki Drawy do ujścia do rzeki Warty                                                                           | 48,9                                                                                 | II                                                                                   |
| 16  | rzeka Nysa Łużycka od miejscowości Gubin do ujścia do rzeki Odry                                                                    | 15                                                                                   | Ia                                                                                   |
| 17  | rzeka Odra: | rzeka Odra:                                                                          | rzeka Odra:                                                                          |
| 17  | a) od miejscowości Racibórz do śluzy w miejscowości Kędzierzyn-Koźle,                                                               | 44,4                                                                                 | Ia                                                                                   |
| 17  | b) od śluzy w miejscowości Kędzierzyn-Koźle do śluzy w miejscowości Brzeg Dolny,                                                    | 187,1                                                                                | III                                                                                  |
| 17  | c) szlak boczny rzeki Odry od śluzy Opatowice do śluzy Miejskiej w miejscowości Wrocław                                             | 15,4                                                                                 | II                                                                                   |
| 17  | d) od śluzy w miejscowości Brzeg Dolny do ujścia rzeki Nysy Łużyckiej,                                                              | 259,8                                                                                | II                                                                                   |
| 17  | e) od ujścia rzeki Nysy Łużyckiej do ujścia rzeki Warty,                                                                            | 75,2                                                                                 | II                                                                                   |
| 17  | f) od ujścia rzeki Warty do miejscowości Ognica (do kanału Schwedt),                                                                | 79,4                                                                                 | III                                                                                  |
| 17  | g) od miejscowości Ognica do Przekopu Klucz-Ustowo i dalej jako rzeka Regalica do ujścia do jeziora Dąbie                           | 44,6                                                                                 | Vb                                                                                   |
| 18  | rzeka Odra Zachodnia: | rzeka Odra Zachodnia:                                                                | rzeka Odra Zachodnia:                                                                |
| 18  | a) od jazu w miejscowości Widuchowa (km 704,1 rzeki Odry) do granicy z morskimi wodami wewnętrznymi wraz z bocznymi odgałęzieniami, | 33,6                                                                                 | Vb                                                                                   |
| 18  | b) Przekop Klucz-Ustowo łączący rzekę Odrę Wschodnią z rzeką Odrą Zachodnią                                                         | 2,7                                                                                  | Vb                                                                                   |
| 19  | kanał (d. rzeka) Parnica i Przekop Parnicki od rzeki Odry Zachodniej do granicy z morskimi wodami wewnętrznymi                      | 6,9                                                                                  | Vb                                                                                   |
| 20  | rzeka Pisa | 80                                                                                   | Ia                                                                                   |
| 21  | rzeka Szkarpawa | 25,4                                                                                 | II                                                                                   |
| 22  | rzeka Warta: | rzeka Warta:                                                                         | rzeka Warta:                                                                         |
| 22  | a) od Kanału Ślesińskiego do miejscowości Luboń,                                                                                    | 154,6                                                                                | Ia                                                                                   |
| 22  | b) od miejscowości Luboń do ujścia rzeki Noteci,                                                                                    | 183,8                                                                                | Ib                                                                                   |
| 22  | c) od ujścia rzeki Noteci do ujścia do rzeki Odry                                                                                   | 68,2                                                                                 | II                                                                                   |
| 23  | rzeka Wisła: | rzeka Wisła:                                                                         | rzeka Wisła:                                                                         |
| 23  | a) od ujścia rzeki Przemszy do połączenia z Kanałem Łączańskim,                                                                     | 37,5                                                                                 | IV (w bud.)                                                                          |
| 23  | b) od ujścia Kanału Łączańskiego w miejscowości Skawina do stopnia wodnego Przewóz,                                                 | 34,3                                                                                 | III                                                                                  |
| 23  | c) od stopnia wodnego Przewóz do ujścia rzeki Sanny,                                                                                | 203                                                                                  | Ib                                                                                   |
| 23  | d) od ujścia rzeki Sanny do miejscowości Płock,                                                                                     | 324,8                                                                                | Ib                                                                                   |
| 23  | e) od miejscowości Płock do stopnia wodnego Włocławek,                                                                              | 55                                                                                   | Va                                                                                   |
| 23  | f) od stopnia wodnego Włocławek do ujścia rzeki Tążyny,                                                                             | 43                                                                                   | Ib                                                                                   |
| 23  | g) od ujścia rzeki Tążyny do miejscowości Tczew,                                                                                    | 190,5                                                                                | II                                                                                   |
| 23  | h) od miejscowości Tczew do granicy z morskimi wodami wewnętrznymi                                                                  | 32,7                                                                                 | III                                                                                  |
| 24  | rzeka Martwa Wisła | 11,5                                                                                 | Vb                                                                                   |
| 25  | system Wielkich Jezior Mazurskich obejmujący:                                                                                       | system Wielkich Jezior Mazurskich obejmujący:                                        | system Wielkich Jezior Mazurskich obejmujący:                                        |
| 25  | a) jeziora: Roś, Seksty, Tałtowisko, Kotek Wielki, Szymon, Szymoneckie, Jagodne,                                                    | 24                                                                                   | Ia                                                                                   |
| 25  | jeziora: Śniardwy, Mikołajskie, Tałty, Boczne, Niegocin,                                                                            | 41                                                                                   | II                                                                                   |
| 25  | jeziora: Mamry, Kisajno, Dargin, Święcajty,                                                                                         | 31                                                                                   | II                                                                                   |
| 25  | jezioro Kirsajty, | 3                                                                                    | Ia                                                                                   |
| 25  | b) rzeki i kanały łączące jeziora wymienione w lit. a) od miejscowości Pisz do miejscowości Węgorzewo,                              | 16                                                                                   | Ia                                                                                   |
| 25  | c) jeziora stanowiące boczne odgałęzienia drogi wodnej Pisz – Węgorzewo:                                                            |                                                                                      |                                                                                      |
| 25  | Bełdany, Ryńskie, | 27                                                                                   | II                                                                                   |
| 25  | Guzianka Mała, Guzianka Wielka, Nidzkie (do km 19,0)                                                                                | 7                                                                                    | Ia                                                                                   |
| 26  | system Kanału Elbląskiego, jezior Pojezierza Iławskiego i jeziora Druzno obejmujący:                                                | system Kanału Elbląskiego, jezior Pojezierza Iławskiego i jeziora Druzno obejmujący: | system Kanału Elbląskiego, jezior Pojezierza Iławskiego i jeziora Druzno obejmujący: |
| 26  | a) jeziora: Piniewo, Sambród, Ruda Woda, Bartężek, Ilińsk, Drwęckie, Puzy, Szeląg Wielki, Dauby, Jeziorak, Ewingi,                  | 151,7                                                                                | II                                                                                   |
| 26  | b) Kanał Elbląski od jeziora Druzno do jeziora Jeziorak i jeziora Szeląg Wielki,                                                    | 84,9                                                                                 | Ia                                                                                   |
| 26  | c) Kanał Bartnicki od jeziora Ruda Woda do jeziora Bartężek,                                                                        | 1                                                                                    | Ia                                                                                   |
| 26  | d) szlak żeglowny jeziora Druzno | 7,4                                                                                  | Ia                                                                                   |

### Procentowy udział poszczególnych klas dróg wodnych
| Długość dróg wodnych według klas | Długość dróg wodnych według klas | Długość dróg wodnych według klas | Długość dróg wodnych według klas | Długość dróg wodnych według klas | Długość dróg wodnych według klas | Długość dróg wodnych według klas |
| Regionalne                       | Regionalne                       | Regionalne                       | Regionalne                       | Międzynarodowe                   | Międzynarodowe                   | Międzynarodowe                   |
| -------------------------------- | -------------------------------- | -------------------------------- | -------------------------------- | -------------------------------- | -------------------------------- | -------------------------------- |
| Ia                               | Ib                               | II                               | III                              | IV                               | Va                               | Vb                               |
| 1101,8 km                        | 892,9 km                         | 1154 km                          | 402,2 km                         | 37,5 km                          | 55 km                            | 108,8 km                         |
| 29,3%                            | 23,8%                            | 30,7%                            | 10,7%                            | 1,0%                             | 1,5%                             | 2,9%                             |

Całkowita długość polskich dróg wodnych to ok. 3800 km, z czego do transportu towarów przystosowanych jest około 3115 km (80%). W praktyce, użytkowanych systematycznie do tego celu jest ok. 1829 km szlaków żeglownych, zaś do żeglugi pasażerskiej i turystycznej dalsze 433 km, co daje w sumie ok. 2262 km dróg wodnych będących w użyciu. Zaledwie 201 km to drogi o parametrach międzynarodowych (klasy IV i V) co stanowi 5,4% długości wszystkich szlaków wodnych w Polsce.

## Galeria

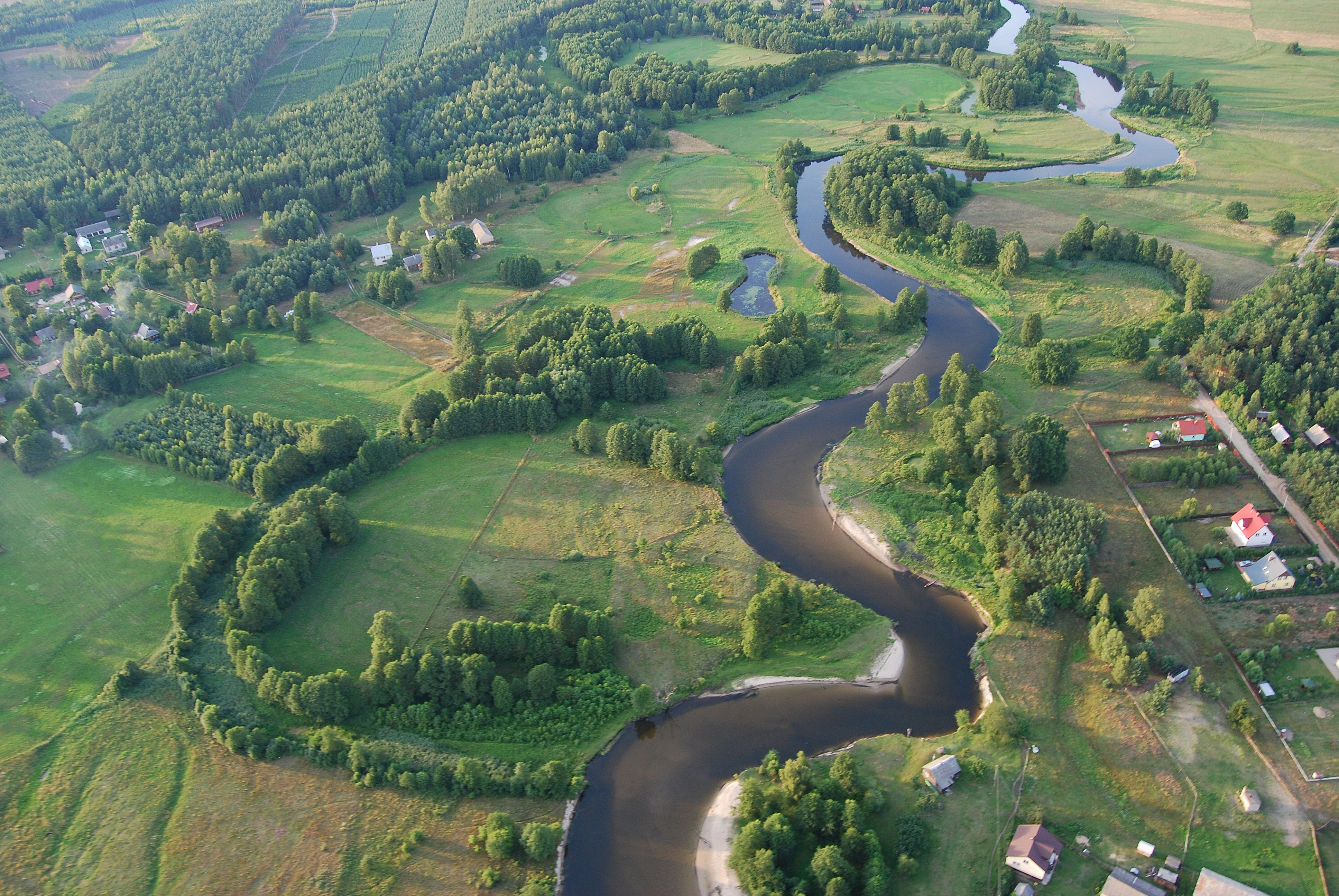
Droga wodna kl. Ia – rzeka Pisa
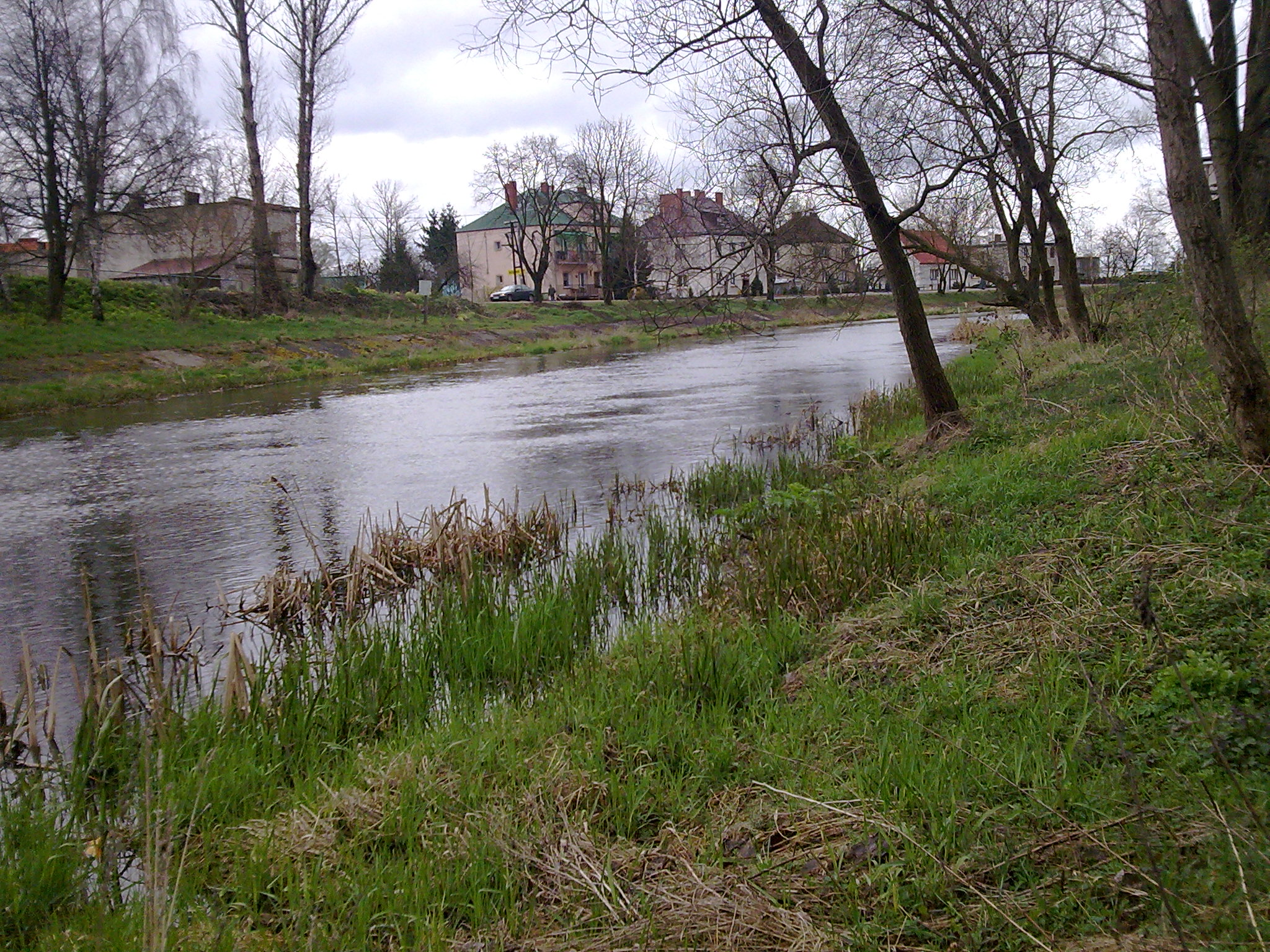
Droga wodna kl. Ib – rzeka Noteć w Ujściu
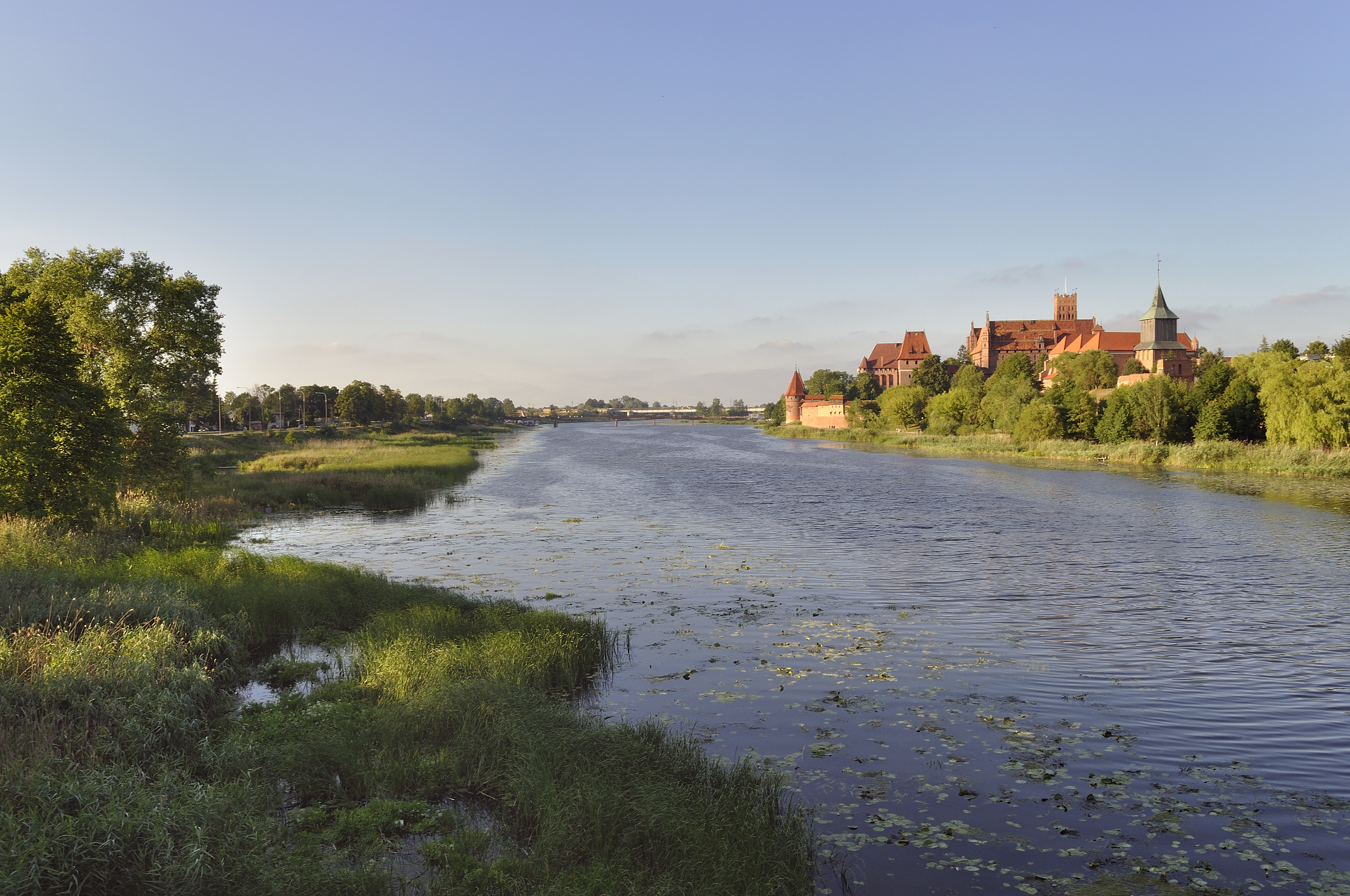
Droga wodna kl. II – rzeka Nogat w Malborku
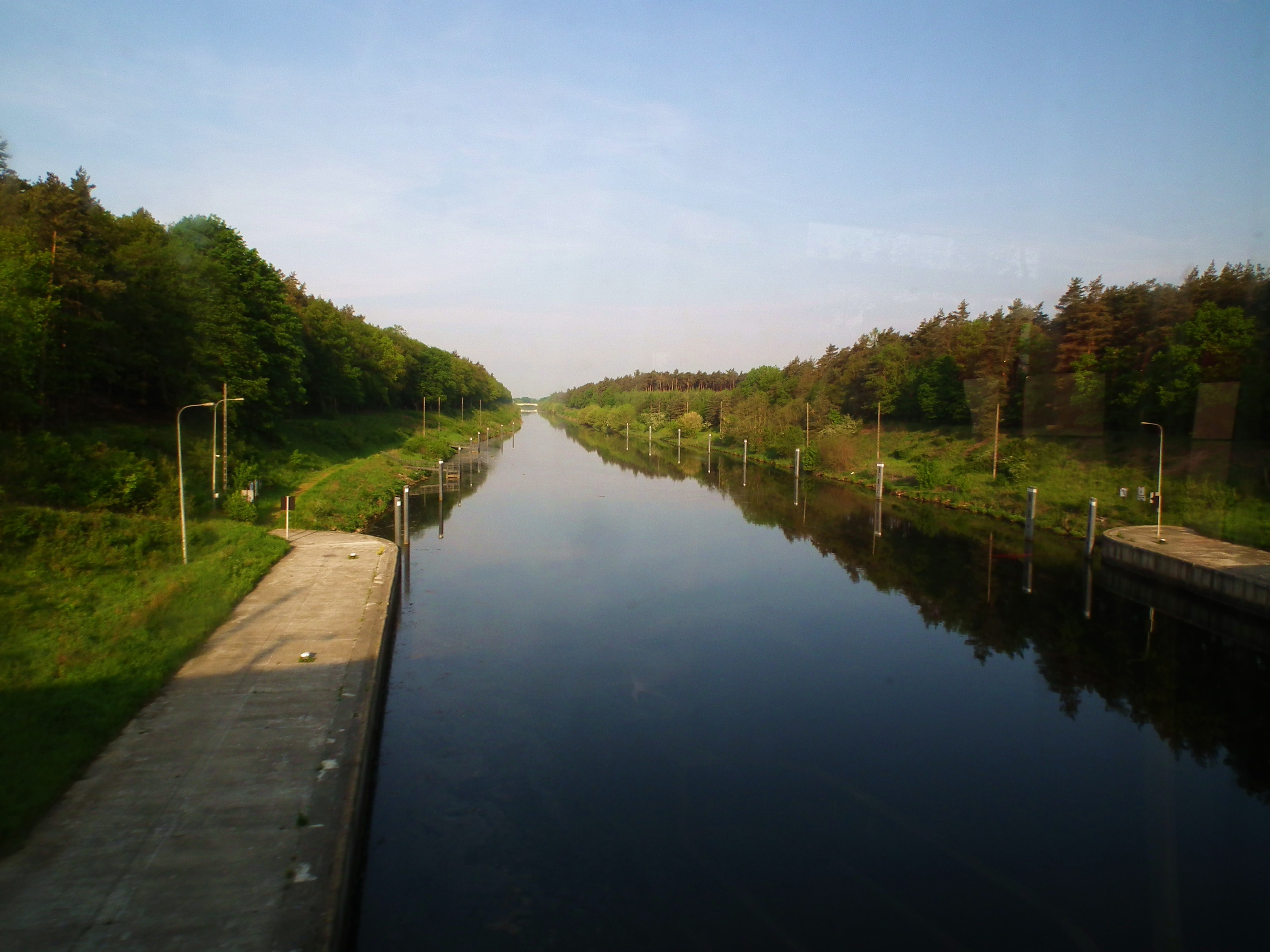
Droga wodna kl. III – kanał Gliwicki pod Kędzierzynem
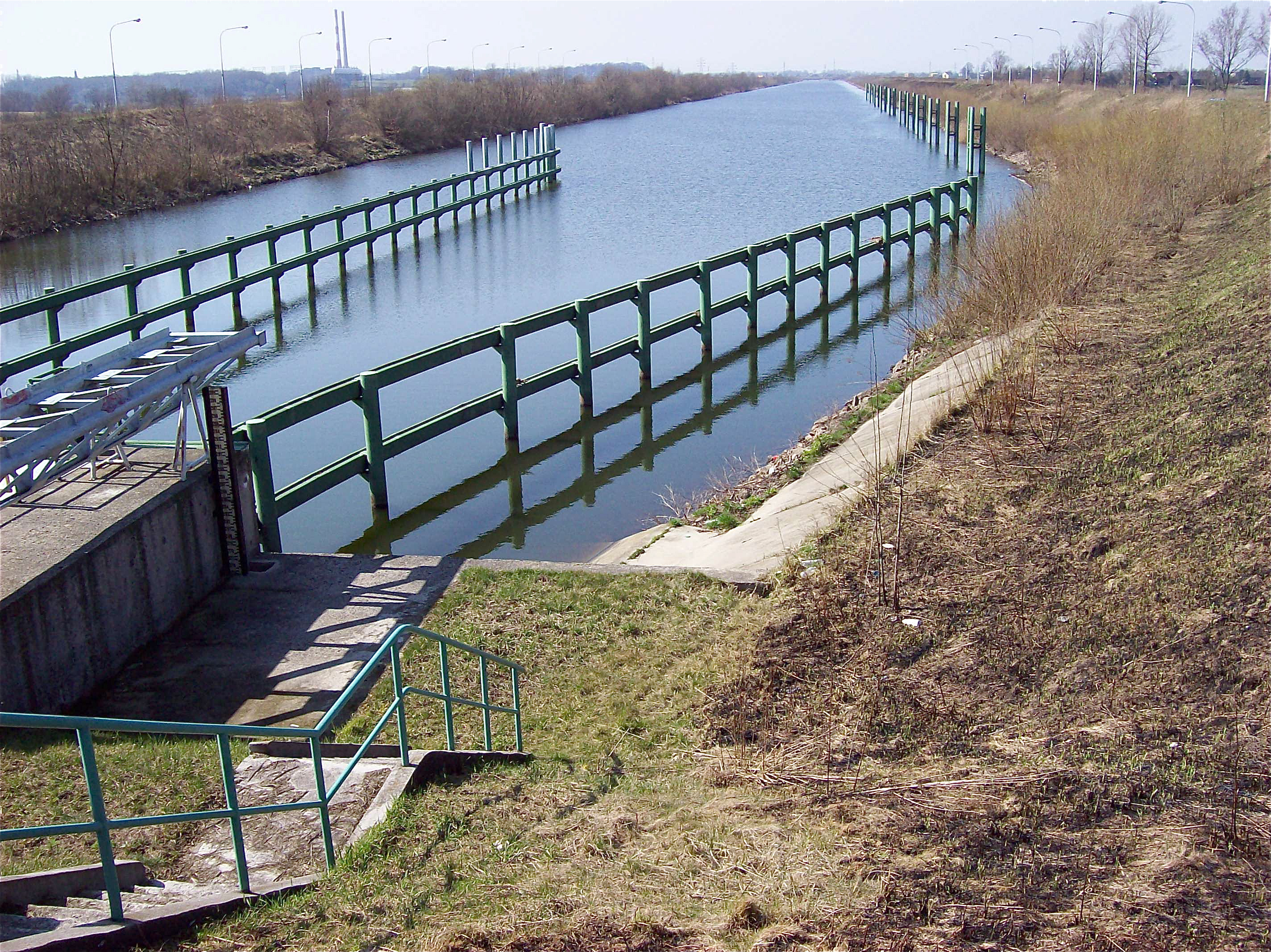
Droga wodna kl. IV – śluza Dwory
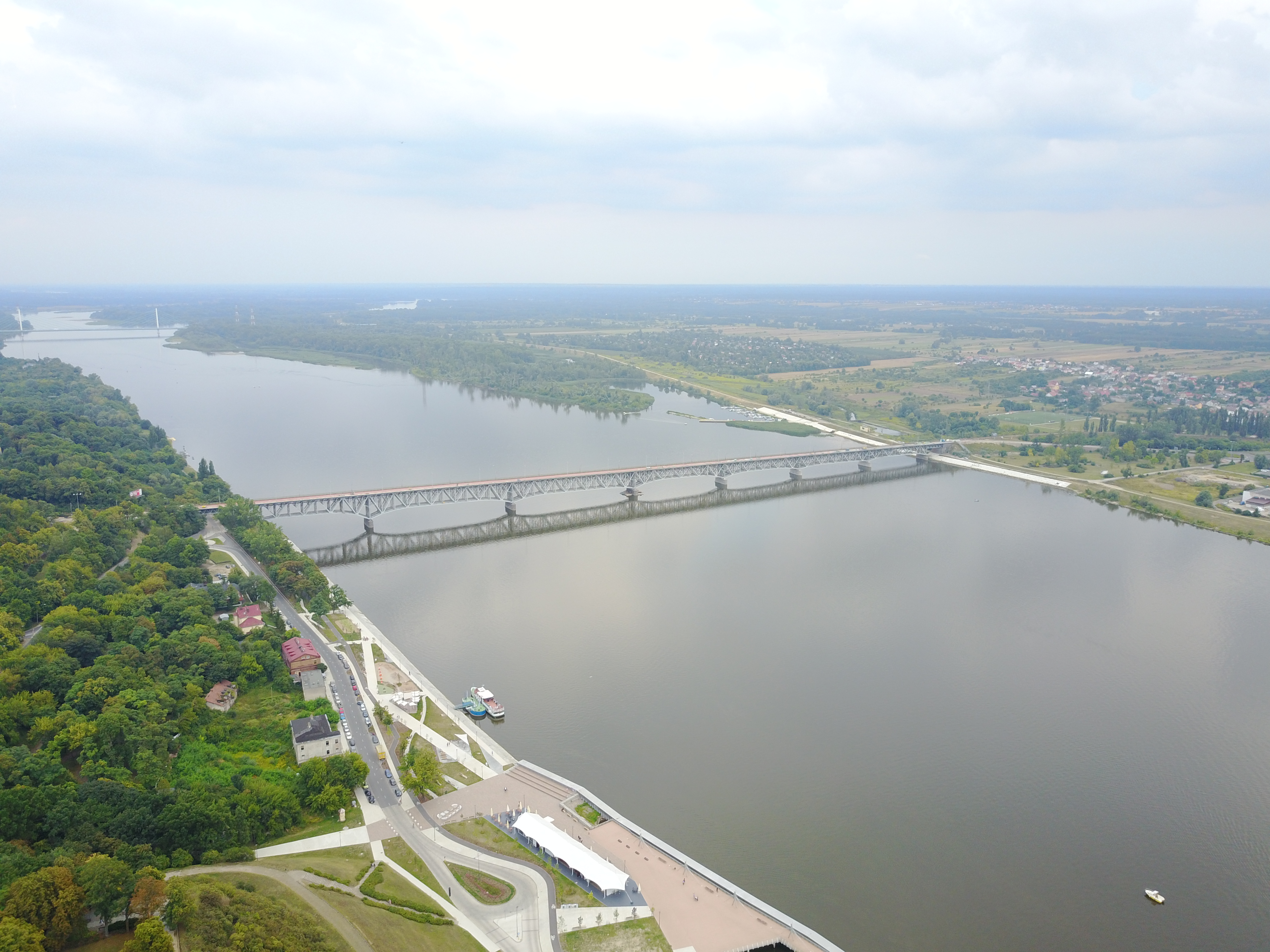
Droga wodna kl. Va – rzeka Wisła w Płocku
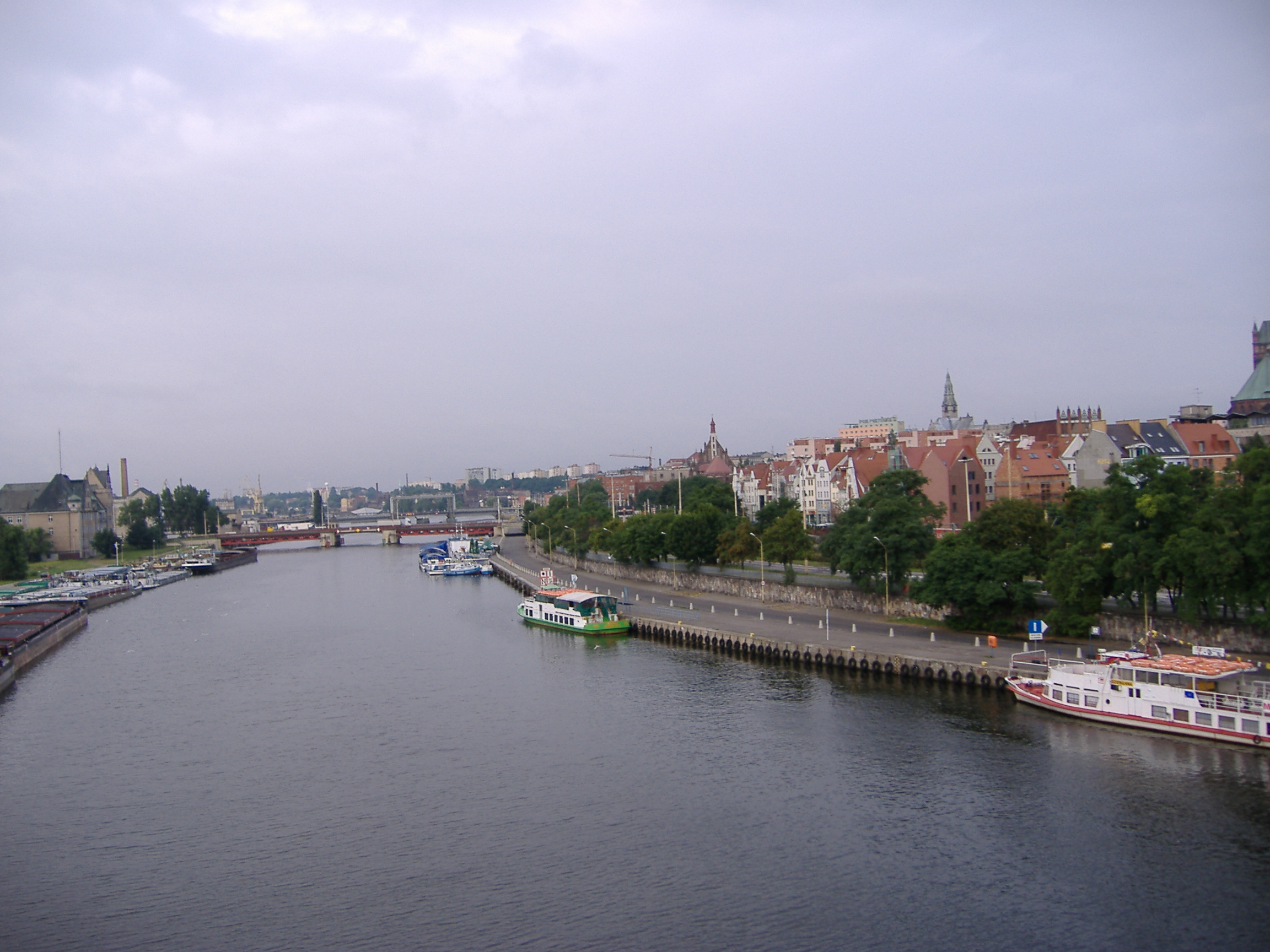
Droga wodna kl. Vb – Odra Zachodnia w Szczecinie